# Pico de Vallibierna
El pico de Vallibierna (3067 m), junto con la Tuca de Culebras (3062 m), forma un macizo situado al sur del macizo de la Maladeta, en los Pirineos centrales (Aragón, provincia de Huesca). La cresta que separa ambas cimas se conoce como "El Paso a Caballo", porque lo más cómodo es pasarlo a horcajadas.
Una de las rutas de ascensión se realiza desde el lago de Llauset a 2135 m. Se trata de una excursión nada difícil hasta el collado de Llauset (unas 2 horas). Desde aquí se supera una cresta hasta coronar la Tuca de Culebras de 3062 m. Falta completar la ascensión pasando por la famosa arista que une los dos picos, conocida como el Paso a Caballo, que no es muy difícil pero requiere pasar con precaución (II-).
Otra opción de acceso sería desde el Refugio Cap de Llauset, por el camino sube directo hasta los ibones de Coma Arnau, ruta normal para subir al Vallibierna.